# Trái Đất khổng lồ

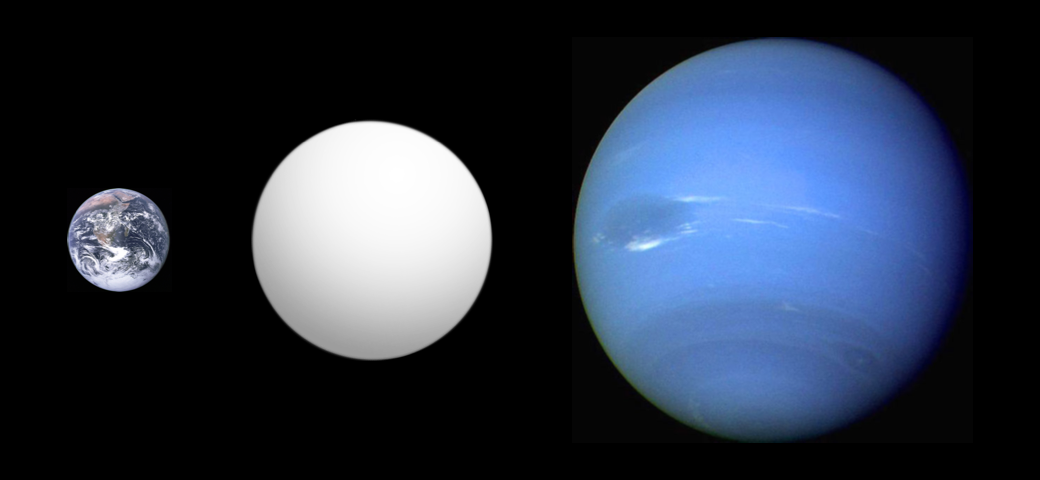
So sánh kích thước của Kepler-10c, với Trái Đất và Hải vương tinh

Trái Đất khổng lồ là một hành tinh ngoại hành tinh khổng lồ lớn gấp ít nhất mười lần khối lượng Trái Đất. Các Trái Đất khổng lồ có khối lượng lớn hơn đáng kể so với các siêu Trái Đất (các hành tinh đất đá và đại dương với khối lượng gấp 5-10 si với Trái Đất). Thuật ngữ "Trái Đất khổng lồ" được đặt ra vào năm 2014, khi Kepler-10c được tiết lộ là một hành tinh có khối lượng bằng với sao Hải Vương với mật độ lớn hơn đáng kể so với Trái Đất. Tuy nhiên, nó đã được xác định là một hành tinh giàu biến động điển hình.

## Ví dụ
Kepler-10c là ngoại hành tinh đầu tiên được phân loại là Trái Đất khổng lồ. Vào thời điểm phát hiện ra nó, nó được cho là vào khoảng 17 M⊕ và 2,3 R⊕, mang lại cho nó mật độ vật liệu cao ngụ ý một thành phần chủ yếu là đá. Tuy nhiên, một số nghiên cứu về vận tốc hướng tâm tiếp theo đã tạo ra kết quả khác nhau cho khối lượng của Kepler-10c, tất cả đều thấp hơn ước tính 17 M⊕ ban đầu. Vào năm 2017, một phân tích cẩn thận hơn bằng cách sử dụng dữ liệu từ nhiều kính thiên văn và máy quang phổ khác nhau cho thấy Kepler-10c có nhiều khả năng vào khoảng 7,4 M⊕, biến nó thành một Sao Hải Vương giàu biến động điển hình và không phải là Trái Đất khổng lồ.
K2-56b, cũng được gọi là BD + 20594b, rất nhiều khả năng là một Trái Đất khổng lồ , với khoảng 16 M🜨 và 2.2 R Vào thời điểm phát hiện vào năm 2016, nó có mật độ đá cao nhất đối với một hành tinh có kích thước tương đương, với xác suất sau là nó đủ dày đặc để ở trên mặt đất vào khoảng 0,43. Để so sánh, tại thời điểm Kepler-10c có Pđá là 0,1 và Kepler-131b có Pđá là 0,002.
Kepler-145b là hành tinh lớn nhất được phân loại là Trái Đất khổng lồ, với một khối lượng 37,1 M🜨 và bán kính 2,65 R🜨 lớn đến mức nó có thể thuộc về một tiểu chủng loại Trái Đất khổng lồ được gọi là siêu hành tinh đất đá (SMTP). Nó có thể có thành phần giống như Trái Đất của đá và sắt mà không có bất kỳ chất bay hơi nào. Một Trái Đất tương tự, K2-66b, có khối lượng gấp khoảng 21,3 lần và bán kính gấp 2,49 lần Trái Đất và quay quanh một siêu ngôi sao. Thành phần của nó dường như chủ yếu là đá với lõi sắt nhỏ và bầu không khí bằng hơi nước tương đối mỏng.